# Miklavc
Miklavc je priimek več znanih Slovencev:
- Adolf Miklavc (1942–2005), fizik
- Andrej Miklavc (*1970), alpski smučar
- Branko Miklavc (1922–2011), igralec, dramatik in pesnik
- Ferdinand Miklavc (*1948), prevajalec
- Jure Miklavc (*1970), industrijski oblikovalec
- Samo Miklavc (*1974), odbojkar
- Saša Miklavc (1926–2008), igralec